# Решуцьк
Решу́цьк — село в Україні, в Олександрійській сільській громаді Рівненського району Рівненської області. Населення становить 349 осіб.

## Походження назви
Сучасний нам топонім утворено суфіксальним способом, що свідчить про його прикметникове походження. Основою могло стати говіркове слово «решка» – зарості горішника, або ім’я чи прізвище власника поселення, наприклад, Решук.
Існують й інші теорії походження назви. Одна з них стверджує, що топонім походить від імені аббасидського халіфа Гаруна аль-Рашида як арабізм. Інша шукає корені у слові «рішучий». За народними переказами, село з’явилося «на рештках» знищеного татарами городища Оселиця, тому первісною назвою була Рештки.

## Символіка
Автори проєктів — Андрій Гречило та Юрій Терлецький.

### Герб
У золотому полі на синій основі зелений овальний острів, на якому виростає червоний дуб із зеленими листочками і жолудями.

### Прапор
Квадратне полотнище, яке складається з двох горизонтальних смуг — жовтої та синьої (співвідношення їхніх ширин рівне 4:1), на лінії ділення — зелений овальний острів, на якому виростає червоний дуб із зеленими листочками і жолудями.

### Тлумачення символіки
Розкриває місцеву легенду про острів, на якому стояв замок, а дуб є символом міцності та сили і характеризує місцеву рослинність.

## Історія
Решуцьк належав князям Несвицьким, з XVI століття — Острозьким, пізніше Кердеям, з яких походять Олізари, у XVIII столітті — Стецьким, з XIX століття — Радзивілам і Сементковським.
Перша згадка про село датується 1569 роком: в описі майнових меж Василя-Костянтина Острозького й Олізара Кердея Мильського воно фігурувало як Жешецьк, що далі трансформувалося у Речишину, Жешуцько та інші подібні видозміни.
За часів Хмельниччини, у 1652 році «решуцкие крестьяне» долучалися до розорення поміщицьких маєтків.
Наприкінці ХІХ століття село з населенням 437 жителів було парафією Коптовичів; мало водяний млин, лісничівку та тартак, смолярню, ставкове господарство.
З 1920-х років XX століття частка населення, що перебувала у селі виключно у літній період почала зростати. Так, рівняни забудовували берег Горині дачними будинками або винаймали помешкання у тамтешніх мешканців. У міжвоєнний період у селі функціонував театральний колектив, що ставив спектаклі українською мовою, а також музичний ансамбль.
У 1939—1945 роках в Решуцьку фіксуються випадки вбивств польського населення. Чисельні знахідки вибухонебезпечних предметів свідчать про розташування у місцевому лісі складів боєприпасів радянської армії, що підтверджують старожили.
Уродженцем села Решуцьк є художник-пейзажист Степанюк Костянтин (1965).
Також там проживав Валерій Кривіцький - Герой російсько-української війни. Загинув 17 травня 2022 року у Харківській області захищаючи державний суверенітет та цілісність нашої держави. 

## Інфраструктура
Інфраструктуру села складають початкова школа, крамниця, медичний пункт та майстерні. Туристичний комплекс «Monte Carlo» та сезонні бази відпочинку, розташовані на території поселення, виконують рекреаційну функцію. Вже понад 40 років у селі відбуваються обласні змагання зі спортивного орієнтування. 

## Пам'ятки старовини
З донесення Кустинської волості кінця XIX століття про збережені пам'ятки давнини відомо про курган Бойчина могила, розташований у решуцькому лісі.

## У мистецтві
Село Решуцьк згадується в еротичному трилері Миколи Сухомозського, написаного назвами населених пунктів України.